# Верх-Подобас
Верх-Подоба́с (рос. Верх-Подобас) — селище у складі Новокузнецького району Кемеровської області, Росія. Входить до складу Центрального сільського поселення.
Стара назва — Верхній Подобасс.

## Населення
Населення — 23 особи (2010; 32 у 2002).
Національний склад (станом на 2002 рік):
- росіяни — 81 %